# Sun Myung Moon
Sun Myung Moon (født 6. januar 1920 i Jeong-ju, Nordpyongan, Japansk Korea, død 3. september 2012 i Gapyeong, Sydkorea) var den koreanske grundlægger og leder af Moonbevægelsen, som han grundlagde i 1954.
Moon var blandt de mest kontroversielle moderne religiøse ledere, og han og Moonbevægelsen har været udsat for heftig kritik. 
Han døde på et hospital af lungebetændelse.